# Liste des matchs de l'équipe de Serbie-et-Monténégro de football par adversaire
Cette liste présente les matchs de l'équipe de République fédérale de Yougoslavie de football (de 1994 à 2002) et de Serbie-et-Monténégro de football (de 2003 à juin 2006) par adversaire rencontré depuis son premier match officiel le 12 décembre 1994 contre le Brésil.
- Haut – A
- B
- C
- D
- E
- F
- G
- H
- I
- J
- K
- L
- M
- N
- O
- P
- Q
- R
- S
- T
- U
- V
- W
- X
- Y
- Z

## A

### Allemagne
|   | Date          | Lieu             | Match                            | Score | Compétition                    |
| 1 | 21 juin 1998  | Lens, France     | RF Yougoslavie - Allemagne       | 2 - 2 | Coupe du monde 1998 (Groupe F) |
| 2 | 30 avril 2003 | Brême, Allemagne | Allemagne - Serbie-et-Monténégro | 1 - 0 | Match amical                   |

Bilan
- Total de matchs disputés : 2
- Victoires de l'équipe de Serbie-et-Monténégro : 0
- Victoires de l'équipe d'Allemagne : 1
- Matchs nuls : 1

### Angleterre
|   | Date        | Lieu                  | Match                             | Score | Compétition  |
| 1 | 3 juin 2003 | Leicester, Angleterre | Angleterre - Serbie-et-Monténégro | 2 - 1 | Match amical |

Bilan
- Total de matchs disputés : 1
- Victoires de l'équipe de Serbie-et-Monténégro : 0
- Victoires de l'équipe d'Angleterre : 1
- Matchs nuls : 0

### Argentine
|   | Date             | Lieu                     | Match                            | Score | Compétition                    |
| 1 | 27 décembre 1994 | Buenos Aires, Argentine  | Argentine - RF Yougoslavie       | 1 - 0 | Match amical                   |
| 2 | 28 décembre 1996 | Mar del Plata, Argentine | Argentine - RF Yougoslavie       | 2 - 3 | Match amical                   |
| 3 | 24 février 1998  | Mar del Plata, Argentine | Argentine - RF Yougoslavie       | 3 - 1 | Match amical                   |
| 4 | 16 juin 2006     | Gelsenkirchen, Allemagne | Argentine - Serbie-et-Monténégro | 6 - 0 | Coupe du monde 2006 (Groupe C) |

Bilan
- Total de matchs disputés : 4
- Victoires de l'équipe de Serbie-et-Monténégro : 1
- Victoires de l'équipe d'Argentine : 3
- Matchs nuls : 0

### Azerbaïdjan
|   | Date            | Lieu                            | Match                              | Score | Compétition                                                 |
| 1 | 12 février 2003 | Podgorica, Serbie-et-Monténégro | Serbie-et-Monténégro - Azerbaïdjan | 2 - 2 | Qualifications pour le Championnat d'Europe 2004 (Groupe 9) |
| 2 | 11 juin 2003    | Bakou, Azerbaïdjan              | Azerbaïdjan - Serbie-et-Monténégro | 2 - 1 | Qualifications pour le Championnat d'Europe 2004 (Groupe 9) |

Bilan
- Total de matchs disputés : 2
- Victoires de l'équipe de Serbie-et-Monténégro : 0
- Victoires de l'équipe d'Azerbaïdjan : 1
- Matchs nuls : 1

## B

### Belgique
|   | Date             | Lieu                           | Match                           | Score | Compétition                                           |
| 1 | 17 novembre 2004 | Bruxelles, Belgique            | Belgique - Serbie-et-Monténégro | 0 - 2 | Qualifications pour la Coupe du monde 2006 (Groupe 7) |
| 2 | 4 juin 2005      | Belgrade, Serbie-et-Monténégro | Serbie-et-Monténégro - Belgique | 0 - 0 | Qualifications pour la Coupe du monde 2006 (Groupe 7) |

Bilan
- Total de matchs disputés : 2
- Victoires de l'équipe de Serbie-et-Monténégro : 1
- Victoires de l'équipe de Belgique : 0
- Matchs nuls : 1

### Bosnie-Herzégovine
|   | Date            | Lieu                           | Match                                     | Score | Compétition                                           |
| 1 | 21 août 2002    | Sarajevo, Bosnie-Herzégovine   | Bosnie-Herzégovine - RF Yougoslavie       | 0 - 2 | Match amical                                          |
| 2 | 9 octobre 2004  | Sarajevo, Bosnie-Herzégovine   | Bosnie-Herzégovine - Serbie-et-Monténégro | 0 - 0 | Qualifications pour la Coupe du monde 2006 (Groupe 7) |
| 3 | 12 octobre 2005 | Belgrade, Serbie-et-Monténégro | Serbie-et-Monténégro - Bosnie-Herzégovine | 1 - 0 | Qualifications pour la Coupe du monde 2006 (Groupe 7) |

Bilan
- Total de matchs disputés : 3
- Victoires de l'équipe de Serbie-et-Monténégro : 2
- Victoires de l'équipe de Bosnie-Herzégovine : 0
- Matchs nuls : 1

### Brésil
|   | Date              | Lieu                 | Match                   | Score | Compétition  |
| 1 | 12 décembre 1994  | Porto Alegre, Brésil | Brésil - RF Yougoslavie | 2 - 0 | Match amical |
| 2 | 23 septembre 1998 | São Luís, Brésil     | Brésil - RF Yougoslavie | 1 - 1 | Match amical |
| 3 | 27 mars 2002      | Fortaleza, Brésil    | Brésil - RF Yougoslavie | 1 - 0 | Match amical |

Bilan
- Total de matchs disputés : 3
- Victoires de l'équipe de Serbie-et-Monténégro : 0
- Victoires de l'équipe du Brésil : 2
- Matchs nuls : 1

### Bulgarie
|   | Date           | Lieu                           | Match                           | Score | Compétition  |
| 1 | 27 mars 2003   | Kruševac, Serbie-et-Monténégro | Serbie-et-Monténégro - Bulgarie | 1 - 2 | Match amical |
| 2 | 9 février 2005 | Sofia, Bulgarie                | Bulgarie - Serbie-et-Monténégro | 0 - 0 | Match amical |

Bilan
- Total de matchs disputés : 2
- Victoires de l'équipe de Serbie-et-Monténégro : 0
- Victoires de l'équipe de Bulgarie : 1
- Matchs nuls : 1

## C

### Chine
|   | Date             | Lieu                     | Match                        | Score | Compétition  |
| 1 | 28 mars 2000     | Belgrade, RF Yougoslavie | RF Yougoslavie - Chine       | 1 - 0 | Match amical |
| 2 | 25 mai 2000      | Pékin, Chine             | Chine - RF Yougoslavie       | 0 - 2 | Match amical |
| 3 | 13 novembre 2005 | Nankin, Chine            | Chine - Serbie-et-Monténégro | 0 - 2 | Match amical |

Bilan
- Total de matchs disputés : 3
- Victoires de l'équipe de Serbie-et-Monténégro : 3
- Victoires de l'équipe de Chine : 0
- Matchs nuls : 0

### Colombie
|   | Date         | Lieu             | Match                     | Score | Compétition  |
| 1 | 25 mars 1998 | Bogota, Colombie | Colombie - RF Yougoslavie | 0 - 0 | Match amical |

Bilan
- Total de matchs disputés : 1
- Victoires de l'équipe de Serbie-et-Monténégro : 0
- Victoires de l'équipe de Colombie : 0
- Matchs nuls : 1

### Corée du Sud
|   | Date             | Lieu                     | Match                               | Score | Compétition             |
| 1 | 4 février 1995   | Hong Kong, Hong Kong     | Corée du Sud - RF Yougoslavie       | 0 - 1 | Coupe Carlsberg 1995    |
| 2 | 16 juin 1997     | Séoul, Corée du Sud      | Corée du Sud - RF Yougoslavie       | 1 - 1 | Korea Cup 1997 (finale) |
| 3 | 22 avril 1998    | Belgrade, RF Yougoslavie | RF Yougoslavie - Corée du Sud       | 3 - 1 | Match amical            |
| 4 | 28 mai 2000      | Séoul, Corée du Sud      | Corée du Sud - RF Yougoslavie       | 0 - 0 | Match amical            |
| 5 | 30 mai 2000      | Seongnam, Corée du Sud   | Corée du Sud - RF Yougoslavie       | 0 - 0 | Match amical            |
| 6 | 16 novembre 2005 | Séoul, Corée du Sud      | Corée du Sud - Serbie-et-Monténégro | 2 - 0 | Match amical            |

Bilan
- Total de matchs disputés : 6
- Victoires de l'équipe de Serbie-et-Monténégro : 2
- Victoires de l'équipe de Corée du Sud : 1
- Matchs nuls : 3

### Côte d'Ivoire
|   | Date         | Lieu              | Match                                | Score | Compétition                    |
| 1 | 21 juin 2006 | Munich, Allemagne | Côte d'Ivoire - Serbie-et-Monténégro | 3 - 2 | Coupe du monde 2006 (Groupe C) |

Bilan
- Total de matchs disputés : 1
- Victoires de l'équipe de Serbie-et-Monténégro : 0
- Victoires de l'équipe de Côte d'Ivoire : 1
- Matchs nuls : 0

### Croatie
|   | Date           | Lieu                     | Match                    | Score | Compétition                                |
| 1 | 18 août 1999   | Belgrade, RF Yougoslavie | RF Yougoslavie - Croatie | 0 - 0 | Qualifications pour l'Euro 2000 (Groupe 8) |
| 2 | 9 octobre 1999 | Zagreb, Croatie          | Croatie - RF Yougoslavie | 2 - 2 | Qualifications pour l'Euro 2000 (Groupe 8) |

Bilan
- Total de matchs disputés : 2
- Victoires de l'équipe de Serbie-et-Monténégro : 0
- Victoires de l'équipe de Croatie : 0
- Matchs nuls : 2

## E

### Égypte
|   | Date         | Lieu                | Match                   | Score | Compétition    |
| 1 | 14 juin 1997 | Suwon, Corée du Sud | Égypte - RF Yougoslavie | 0 - 0 | Korea Cup 1997 |

Bilan
- Total de matchs disputés : 1
- Victoires de l'équipe de Serbie-et-Monténégro : 0
- Victoires de l'équipe d'Égypte : 0
- Matchs nuls : 1

### Équateur
|   | Date       | Lieu                        | Match                     | Score | Compétition  |
| 1 | 8 mai 2002 | East Rutherford, États-Unis | Équateur - RF Yougoslavie | 1 - 0 | Match amical |

Bilan
- Total de matchs disputés : 1
- Victoires de l'équipe de Serbie-et-Monténégro : 0
- Victoires de l'équipe d'Équateur : 1
- Matchs nuls : 0

### Espagne
|   | Date             | Lieu                           | Match                          | Score | Compétition                                           |
| 1 | 14 décembre 1996 | Valence, Espagne               | Espagne - RF Yougoslavie       | 2 - 0 | Qualifications pour la Coupe du monde 1998 (Groupe 6) |
| 2 | 30 avril 1997    | Belgrade, RF Yougoslavie       | RF Yougoslavie - Espagne       | 1 - 1 | Qualifications pour la Coupe du monde 1998 (Groupe 6) |
| 3 | 21 juin 2000     | Bruges, Belgique               | RF Yougoslavie - Espagne       | 3 - 4 | Championnat d'Europe 2000 (Groupe C)                  |
| 4 | 30 mars 2005     | Belgrade, Serbie-et-Monténégro | Serbie-et-Monténégro - Espagne | 0 - 0 | Qualifications pour la Coupe du monde 2006 (Groupe 7) |
| 5 | 7 septembre 2005 | Madrid, Espagne                | Espagne - Serbie-et-Monténégro | 1 - 1 | Qualifications pour la Coupe du monde 2006 (Groupe 7) |

Bilan
- Total de matchs disputés : 5
- Victoires de l'équipe de Serbie-et-Monténégro : 0
- Victoires de l'équipe d'Espagne : 2
- Matchs nuls : 3

### États-Unis
|   | Date         | Lieu           | Match                       | Score | Compétition                    |
| 1 | 25 juin 1998 | Nantes, France | États-Unis - RF Yougoslavie | 0 - 1 | Coupe du monde 1998 (Groupe F) |

Bilan
- Total de matchs disputés : 1
- Victoires de l'équipe de Serbie-et-Monténégro : 1
- Victoires de l'équipe des États-Unis : 0
- Matchs nuls : 0

## F

### Finlande
|   | Date            | Lieu                     | Match                           | Score | Compétition                                                 |
| 1 | 16 octobre 2002 | Belgrade, RF Yougoslavie | RF Yougoslavie - Finlande       | 2 - 0 | Qualifications pour le Championnat d'Europe 2004 (Groupe 9) |
| 2 | 7 juin 2003     | Helsinki, Finlande       | Finlande - Serbie-et-Monténégro | 3 - 0 | Qualifications pour le Championnat d'Europe 2004 (Groupe 9) |

Bilan
- Total de matchs disputés : 2
- Victoires de l'équipe de Serbie-et-Monténégro : 1
- Victoires de l'équipe de Finlande : 1
- Matchs nuls : 0

### France
|   | Date             | Lieu                | Match                   | Score | Compétition  |
| 1 | 20 novembre 2002 | Saint-Denis, France | France - RF Yougoslavie | 3 - 0 | Match amical |

Bilan
- Total de matchs disputés : 1
- Victoires de l'équipe de Serbie-et-Monténégro : 0
- Victoires de l'équipe de France : 1
- Matchs nuls : 0

## G

### Ghana
|   | Date         | Lieu                | Match                  | Score | Compétition    |
| 1 | 12 juin 1997 | Séoul, Corée du Sud | RF Yougoslavie - Ghana | 3 - 1 | Korea Cup 1997 |

Bilan
- Total de matchs disputés : 1
- Victoires de l'équipe de Serbie-et-Monténégro : 1
- Victoires de l'équipe du Ghana : 0
- Matchs nuls : 0

### Grèce
|   | Date              | Lieu                 | Match                  | Score | Compétition  |
| 1 | 20 septembre 1995 | Thessalonique, Grèce | Grèce - RF Yougoslavie | 0 - 2 | Match amical |
| 2 | 13 décembre 2000  | Xánthi, Grèce        | Grèce - RF Yougoslavie | 1 - 1 | Match amical |

Bilan
- Total de matchs disputés : 2
- Victoires de l'équipe de Serbie-et-Monténégro : 1
- Victoires de l'équipe de Grèce : 0
- Matchs nuls : 1

## H

### Hong Kong
|   | Date            | Lieu                 | Match                      | Score | Compétition          |
| 1 | 31 janvier 1995 | Hong Kong, Hong Kong | Hong Kong - RF Yougoslavie | 1 - 3 | Coupe Carlsberg 1995 |

Bilan
- Total de matchs disputés : 1
- Victoires de l'équipe de Serbie-et-Monténégro : 1
- Victoires de l'équipe de Hong Kong : 0
- Matchs nuls : 0

### Hongrie
|   | Date             | Lieu                     | Match                    | Score | Compétition                                          |
| 1 | 29 octobre 1997  | Budapest, Hongrie        | Hongrie - RF Yougoslavie | 1 - 7 | Qualifications pour la Coupe du monde 1998 (Barrage) |
| 2 | 15 novembre 1997 | Belgrade, RF Yougoslavie | RF Yougoslavie - Hongrie | 5 - 0 | Qualifications pour la Coupe du monde 1998 (Barrage) |

Bilan
- Total de matchs disputés : 2
- Victoires de l'équipe de Serbie-et-Monténégro : 2
- Victoires de l'équipe de Hongrie : 0
- Matchs nuls : 0

## I

### Îles Féroé
|   | Date           | Lieu                     | Match                       | Score | Compétition                                           |
| 1 | 24 avril 1996  | Belgrade, RF Yougoslavie | RF Yougoslavie - Îles Féroé | 3 - 1 | Qualifications pour la Coupe du monde 1998 (Groupe 6) |
| 2 | 6 octobre 1996 | Toftir, Îles Féroé       | Îles Féroé - RF Yougoslavie | 1 - 8 | Qualifications pour la Coupe du monde 1998 (Groupe 6) |
| 3 | 6 juin 2001    | Toftir, Îles Féroé       | Îles Féroé - RF Yougoslavie | 0 - 6 | Qualifications pour la Coupe du monde 2002 (Groupe 1) |
| 4 | 15 août 2001   | Belgrade, RF Yougoslavie | RF Yougoslavie - Îles Féroé | 2 - 0 | Qualifications pour la Coupe du monde 2002 (Groupe 1) |

Bilan
- Total de matchs disputés : 4
- Victoires de l'équipe de Serbie-et-Monténégro : 4
- Victoires de l'équipe des îles Féroé : 0
- Matchs nuls : 0

### Iran
|   | Date         | Lieu                  | Match                 | Score | Compétition                    |
| 1 | 14 juin 1998 | Saint-Étienne, France | RF Yougoslavie - Iran | 1 - 0 | Coupe du monde 1998 (Groupe F) |

Bilan
- Total de matchs disputés : 1
- Victoires de l'équipe de Serbie-et-Monténégro : 1
- Victoires de l'équipe d'Iran : 0
- Matchs nuls : 0

### Irlande
|   | Date               | Lieu                     | Match                    | Score | Compétition                                |
| 1 | 18 novembre 1998   | Belgrade, RF Yougoslavie | RF Yougoslavie - Irlande | 1 - 0 | Qualifications pour l'Euro 2000 (Groupe 8) |
| 2 | 1er septembre 1999 | Dublin, Irlande          | Irlande - RF Yougoslavie | 2 - 1 | Qualifications pour l'Euro 2000 (Groupe 8) |

Bilan
- Total de matchs disputés : 2
- Victoires de l'équipe de Serbie-et-Monténégro : 1
- Victoires de l'équipe d'Irlande : 1
- Matchs nuls : 0

### Irlande du Nord
|   | Date          | Lieu                     | Match                                  | Score | Compétition  |
| 1 | 16 août 2000  | Belfast, Irlande du Nord | Irlande du Nord - RF Yougoslavie       | 1 - 2 | Match amical |
| 2 | 28 avril 2004 | Belfast, Irlande du Nord | Irlande du Nord - Serbie-et-Monténégro | 1 - 1 | Match amical |

Bilan
- Total de matchs disputés : 2
- Victoires de l'équipe de Serbie-et-Monténégro : 1
- Victoires de l'équipe d'Irlande du Nord : 0
- Matchs nuls : 1

### Israël
|   | Date             | Lieu             | Match                   | Score | Compétition  |
| 1 | 23 décembre 1998 | Tel-Aviv, Israël | Israël - RF Yougoslavie | 2 - 0 | Match amical |

Bilan
- Total de matchs disputés : 1
- Victoires de l'équipe de Serbie-et-Monténégro : 0
- Victoires de l'équipe d'Israël : 1
- Matchs nuls : 0

### Italie
|   | Date              | Lieu                           | Match                         | Score | Compétition                                                 |
| 1 | 12 octobre 2002   | Naples, Italie                 | Italie - RF Yougoslavie       | 1 - 1 | Qualifications pour le Championnat d'Europe 2004 (Groupe 9) |
| 2 | 10 septembre 2003 | Belgrade, Serbie-et-Monténégro | Serbie-et-Monténégro - Italie | 1 - 1 | Qualifications pour le Championnat d'Europe 2004 (Groupe 9) |
| 3 | 8 juin 2005       | Toronto, Canada                | Italie - Serbie-et-Monténégro | 1 - 1 | Match amical                                                |

Bilan
- Total de matchs disputés : 3
- Victoires de l'équipe de Serbie-et-Monténégro : 0
- Victoires de l'équipe d'Italie : 0
- Matchs nuls : 3

## J

### Japon
|   | Date            | Lieu             | Match                        | Score | Compétition      |
| 1 | 26 mai 1996     | Tokyo, Japon     | Japon - RF Yougoslavie       | 1 - 0 | Match amical     |
| 2 | 3 juin 1998     | Lausanne, Suisse | RF Yougoslavie - Japon       | 1 - 0 | Match amical     |
| 3 | 4 juillet 2001  | Ōita, Japon      | Japon - RF Yougoslavie       | 1 - 0 | Coupe Kirin 2001 |
| 4 | 13 juillet 2004 | Yokohama, Japon  | Japon - Serbie-et-Monténégro | 1 - 0 | Coupe Kirin 2004 |

Bilan
- Total de matchs disputés : 4
- Victoires de l'équipe de Serbie-et-Monténégro : 1
- Victoires de l'équipe du Japon : 3
- Matchs nuls : 0

## L

### Lituanie
|   | Date             | Lieu                           | Match                           | Score | Compétition                                           |
| 1 | 17 avril 2002    | Smederevo, RF Yougoslavie      | RF Yougoslavie - Lituanie       | 4 - 1 | Match amical                                          |
| 2 | 3 septembre 2005 | Belgrade, Serbie-et-Monténégro | Serbie-et-Monténégro - Lituanie | 2 - 0 | Qualifications pour la Coupe du monde 2006 (Groupe 7) |
| 3 | 8 octobre 2005   | Vilnius, Lituanie              | Lituanie - Serbie-et-Monténégro | 0 - 2 | Qualifications pour la Coupe du monde 2006 (Groupe 7) |

Bilan
- Total de matchs disputés : 3
- Victoires de l'équipe de Serbie-et-Monténégro : 3
- Victoires de l'équipe de Lituanie : 0
- Matchs nuls : 0

### Luxembourg
|   | Date             | Lieu                     | Match                       | Score | Compétition                                           |
| 1 | 2 septembre 2000 | Luxembourg, Luxembourg   | Luxembourg - RF Yougoslavie | 0 - 2 | Qualifications pour la Coupe du monde 2002 (Groupe 1) |
| 2 | 6 octobre 2001   | Belgrade, RF Yougoslavie | RF Yougoslavie - Luxembourg | 6 - 2 | Qualifications pour la Coupe du monde 2002 (Groupe 1) |

Bilan
- Total de matchs disputés : 2
- Victoires de l'équipe de Serbie-et-Monténégro : 2
- Victoires de l'équipe du Luxembourg : 0
- Matchs nuls : 0

## M

### Macédoine
|   | Date             | Lieu                      | Match                      | Score | Compétition                                |
| 1 | 5 septembre 1999 | Belgrade, RF Yougoslavie  | RF Yougoslavie - Macédoine | 3 - 1 | Qualifications pour l'Euro 2000 (Groupe 8) |
| 2 | 8 septembre 1999 | Skopje, Macédoine du Nord | Macédoine - RF Yougoslavie | 2 - 4 | Qualifications pour l'Euro 2000 (Groupe 8) |
| 3 | 23 février 2000  | Skopje, Macédoine du Nord | Macédoine - RF Yougoslavie | 1 - 2 | Match amical                               |

Bilan
- Total de matchs disputés : 3
- Victoires de l'équipe de Serbie-et-Monténégro : 3
- Victoires de l'équipe de Macédoine : 0
- Matchs nuls : 0

### Malte
|   | Date            | Lieu                     | Match                  | Score | Compétition                                           |
| 1 | 2 juin 1996     | Belgrade, RF Yougoslavie | RF Yougoslavie - Malte | 6 - 0 | Qualifications pour la Coupe du monde 1998 (Groupe 6) |
| 2 | 11 octobre 1997 | La Valette, Malte        | Malte - RF Yougoslavie | 0 - 5 | Qualifications pour la Coupe du monde 1998 (Groupe 6) |
| 3 | 10 février 1999 | La Valette, Malte        | Malte - RF Yougoslavie | 0 - 3 | Qualifications pour l'Euro 2000 (Groupe 8)            |
| 4 | 8 juin 1999     | Thessalonique, Grèce     | RF Yougoslavie - Malte | 4 - 1 | Qualifications pour l'Euro 2000 (Groupe 8)            |

Bilan
- Total de matchs disputés : 4
- Victoires de l'équipe de Serbie-et-Monténégro : 4
- Victoires de l'équipe de Malte : 0
- Matchs nuls : 0

### Mexique
|   | Date             | Lieu                | Match                    | Score | Compétition  |
| 1 | 15 novembre 1995 | Monterrey, Mexique  | Mexique - RF Yougoslavie | 1 - 4 | Match amical |
| 2 | 23 mai 1996      | Shimizu, Japon      | Mexique - RF Yougoslavie | 0 - 0 | Match amical |
| 3 | 13 février 2002  | Phoenix, États-Unis | RF Yougoslavie - Mexique | 2 - 1 | Match amical |

Bilan
- Total de matchs disputés : 3
- Victoires de l'équipe de Serbie-et-Monténégro : 2
- Victoires de l'équipe du Mexique : 0
- Matchs nuls : 1

## N

### Nigeria
|   | Date        | Lieu                     | Match                    | Score | Compétition  |
| 1 | 29 mai 1998 | Belgrade, RF Yougoslavie | RF Yougoslavie - Nigeria | 3 - 0 | Match amical |

Bilan
- Total de matchs disputés : 1
- Victoires de l'équipe de Serbie-et-Monténégro : 1
- Victoires de l'équipe du Nigeria : 0
- Matchs nuls : 0

### Norvège
|   | Date         | Lieu                           | Match                          | Score | Compétition                          |
| 1 | 18 juin 2000 | Liège, Belgique                | Norvège - RF Yougoslavie       | 0 - 1 | Championnat d'Europe 2000 (Groupe C) |
| 2 | 31 mars 2004 | Belgrade, Serbie-et-Monténégro | Serbie-et-Monténégro - Norvège | 0 - 1 | Match amical                         |

Bilan
- Total de matchs disputés : 2
- Victoires de l'équipe de Serbie-et-Monténégro : 1
- Victoires de l'équipe de Norvège : 1
- Matchs nuls : 0

## P

### Paraguay
|   | Date         | Lieu         | Match                     | Score | Compétition      |
| 1 | 28 juin 2001 | Tokyo, Japon | Paraguay - RF Yougoslavie | 2 - 0 | Coupe Kirin 2001 |

Bilan
- Total de matchs disputés : 1
- Victoires de l'équipe de Serbie-et-Monténégro : 0
- Victoires de l'équipe du Paraguay : 1
- Matchs nuls : 0

### Pays-Bas
|   | Date         | Lieu                | Match                           | Score | Compétition                                 |
| 1 | 29 juin 1998 | Toulouse, France    | Pays-Bas - RF Yougoslavie       | 2 - 1 | Coupe du monde 1998 (Huitième de finale)    |
| 2 | 25 juin 2000 | Rotterdam, Pays-Bas | Pays-Bas - RF Yougoslavie       | 6 - 1 | Championnat d'Europe 2000 (Quart de finale) |
| 3 | 11 juin 2006 | Leipzig, Allemagne  | Serbie-et-Monténégro - Pays-Bas | 0 - 1 | Coupe du monde 1998 (Groupe C)              |

Bilan
- Total de matchs disputés : 3
- Victoires de l'équipe de Serbie-et-Monténégro : 0
- Victoires de l'équipe des Pays-Bas : 3
- Matchs nuls : 0

### Pays de Galles
|   | Date            | Lieu                           | Match                                 | Score | Compétition                                                 |
| 1 | 20 août 2003    | Belgrade, Serbie-et-Monténégro | Serbie-et-Monténégro - Pays de Galles | 1 - 0 | Qualifications pour le Championnat d'Europe 2004 (Groupe 9) |
| 2 | 11 octobre 2003 | Cardiff, Pays de Galles        | Pays de Galles - Serbie-et-Monténégro | 2 - 3 | Qualifications pour le Championnat d'Europe 2004 (Groupe 9) |

Bilan
- Total de matchs disputés : 2
- Victoires de l'équipe de Serbie-et-Monténégro : 2
- Victoires de l'équipe du pays de Galles : 0
- Matchs nuls : 0

### Pologne
|   | Date             | Lieu           | Match                          | Score | Compétition                             |
| 1 | 16 novembre 2003 | Płock, Pologne | Pologne - Serbie-et-Monténégro | 4 - 3 | Match amical                            |
| 2 | 15 août 2005     | Kiev, Ukraine  | Pologne - Serbie-et-Monténégro | 3 - 2 | Tournoi Valeri Lobanovski (Demi-finale) |

Bilan
- Total de matchs disputés : 2
- Victoires de l'équipe de Serbie-et-Monténégro : 0
- Victoires de l'équipe de Pologne : 2
- Matchs nuls : 0

## R

### Roumanie
|   | Date             | Lieu                     | Match                     | Score | Compétition  |
| 1 | 27 mars 1996     | Belgrade, RF Yougoslavie | RF Yougoslavie - Roumanie | 1 - 0 | Match amical |
| 2 | 15 novembre 2000 | Bucarest, Roumanie       | Roumanie - Yougoslavie    | 2 - 1 | Match amical |

Bilan
- Total de matchs disputés : 2
- Victoires de l'équipe de Serbie-et-Monténégro : 1
- Victoires de l'équipe de Roumanie : 1
- Matchs nuls : 0

### Russie
|   | Date           | Lieu                      | Match                   | Score | Compétition                                           |
| 1 | 31 mai 1995    | Belgrade, RF Yougoslavie  | RF Yougoslavie - Russie | 1 - 2 | Match amical                                          |
| 2 | 7 février 1997 | Hong Kong, Hong Kong      | Russie - RF Yougoslavie | 1 - 1 | Match amical                                          |
| 3 | 12 mars 1997   | Belgrade, RF Yougoslavie  | RF Yougoslavie - Russie | 0 - 0 | Match amical                                          |
| 4 | 20 août 1997   | Saint-Pétersbourg, Russie | Russie - RF Yougoslavie | 0 - 1 | Match amical                                          |
| 5 | 25 avril 2001  | Belgrade, RF Yougoslavie  | RF Yougoslavie - Russie | 0 - 1 | Qualifications pour la Coupe du monde 2002 (Groupe 1) |
| 6 | 2 juin 2001    | Moscou, Russie            | Russie - RF Yougoslavie | 1 - 1 | Qualifications pour la Coupe du monde 2002 (Groupe 1) |
| 7 | 19 mai 2002    | Moscou, Russie            | Russie - RF Yougoslavie | 1 - 1 | Match amical                                          |

Bilan
- Total de matchs disputés : 7
- Victoires de l'équipe de Serbie-et-Monténégro : 1
- Victoires de l'équipe de Russie : 2
- Matchs nuls : 4

## S

### Salvador
|   | Date             | Lieu                   | Match                     | Score | Compétition  |
| 1 | 12 novembre 1995 | San Salvador, Salvador | Salvador - RF Yougoslavie | 1 - 4 | Match amical |

Bilan
- Total de matchs disputés : 1
- Victoires de l'équipe de Serbie-et-Monténégro : 1
- Victoires de l'équipe du Salvador : 0
- Matchs nuls : 0

### Saint-Marin
|   | Date             | Lieu                           | Match                              | Score | Compétition                                           |
| 1 | 4 septembre 2004 | Serravalle, Saint-Marin        | Saint-Marin - Serbie-et-Monténégro | 0 - 3 | Qualifications pour la Coupe du monde 2006 (Groupe 7) |
| 2 | 13 octobre 2004  | Belgrade, Serbie-et-Monténégro | Serbie-et-Monténégro - Saint-Marin | 5 - 0 | Qualifications pour la Coupe du monde 2006 (Groupe 7) |

Bilan
- Total de matchs disputés : 2
- Victoires de l'équipe de Serbie-et-Monténégro : 2
- Victoires de l'équipe de Saint-Marin : 0
- Matchs nuls : 0

### Slovaquie
|   | Date              | Lieu                     | Match                            | Score | Compétition                                           |
| 1 | 8 juin 1997       | Belgrade, RF Yougoslavie | RF Yougoslavie - Slovaquie       | 2 - 0 | Qualifications pour la Coupe du monde 1998 (Groupe 6) |
| 2 | 10 septembre 1997 | Bratislava, Slovaquie    | Slovaquie - RF Yougoslavie       | 1 - 1 | Qualifications pour la Coupe du monde 1998 (Groupe 6) |
| 3 | 11 juillet 2004   | Fukuoka, Japon           | Serbie-et-Monténégro - Slovaquie | 2 - 0 | Coupe Kirin 2004                                      |

Bilan
- Total de matchs disputés : 3
- Victoires de l'équipe de Serbie-et-Monténégro : 2
- Victoires de l'équipe de Slovaquie : 0
- Matchs nuls : 1

### Slovénie
|   | Date             | Lieu                     | Match                           | Score | Compétition                                           |
| 1 | 13 juin 2000     | Charleroi, Belgique      | RF Yougoslavie - Slovénie       | 3 - 3 | Championnat d'Europe 2000 (Groupe C)                  |
| 2 | 28 mars 2001     | Ljubljana, Slovénie      | Slovénie - RF Yougoslavie       | 1 - 1 | Qualifications pour la Coupe du monde 2002 (Groupe 1) |
| 3 | 5 septembre 2001 | Belgrade, RF Yougoslavie | RF Yougoslavie - Slovénie       | 1 - 1 | Qualifications pour la Coupe du monde 2002 (Groupe 1) |
| 4 | 18 août 2004     | Ljubljana, Slovénie      | Slovénie - Serbie-et-Monténégro | 1 - 1 | Match amical                                          |

Bilan
- Total de matchs disputés : 4
- Victoires de l'équipe de Serbie-et-Monténégro : 0
- Victoires de l'équipe de Slovénie : 0
- Matchs nuls : 4

### Suisse
|   | Date               | Lieu                     | Match                   | Score | Compétition                                           |
| 1 | 6 juin 1998        | Bâle, Suisse             | Suisse - RF Yougoslavie | 1 - 1 | Match amical                                          |
| 2 | 2 septembre 1998   | Niš, RF Yougoslavie      | RF Yougoslavie - Suisse | 1 - 1 | Match amical                                          |
| 3 | 24 mars 2001       | Belgrade, RF Yougoslavie | RF Yougoslavie - Suisse | 1 - 1 | Qualifications pour la Coupe du monde 2002 (Groupe 1) |
| 4 | 1er septembre 2001 | Bâle, Suisse             | Suisse - RF Yougoslavie | 1 - 2 | Qualifications pour la Coupe du monde 2002 (Groupe 1) |

Bilan
- Total de matchs disputés : 4
- Victoires de l'équipe de Serbie-et-Monténégro : 1
- Victoires de l'équipe de Suisse : 0
- Matchs nuls : 3

## T

### Tchéquie
|   | Date             | Lieu                     | Match                     | Score | Compétition                                           |
| 1 | 10 novembre 1996 | Belgrade, RF Yougoslavie | RF Yougoslavie - Tchéquie | 1 - 0 | Qualifications pour la Coupe du monde 1998 (Groupe 6) |
| 2 | 2 avril 1997     | Prague, Tchéquie         | Tchéquie - RF Yougoslavie | 1 - 2 | Qualifications pour la Coupe du monde 1998 (Groupe 6) |
| 3 | 6 septembre 2002 | Prague, Tchéquie         | Tchéquie - Yougoslavie    | 5 - 0 | Match amical                                          |

Bilan
- Total de matchs disputés : 3
- Victoires de l'équipe de Serbie-et-Monténégro : 2
- Victoires de l'équipe de Tchéquie : 1
- Matchs nuls : 0

### Tunisie
|   | Date            | Lieu           | Match                          | Score | Compétition  |
| 1 | 28 janvier 1998 | Tunis, Tunisie | Tunisie - RF Yougoslavie       | 0 - 3 | Match amical |
| 2 | 1er mars 2006   | Radès, Tunisie | Tunisie - Serbie-et-Monténégro | 0 - 1 | Match amical |

Bilan
- Total de matchs disputés : 2
- Victoires de l'équipe de Serbie-et-Monténégro : 2
- Victoires de l'équipe de Tunisie : 0
- Matchs nuls : 0

## U

### Ukraine
|   | Date         | Lieu           | Match                          | Score | Compétition                                        |
| 1 | 17 mai 2002  | Moscou, Russie | Ukraine - RF Yougoslavie       | 2 - 0 | Match amical                                       |
| 2 | 17 août 2005 | Kiev, Ukraine  | Ukraine - Serbie-et-Monténégro | 2 - 1 | Tournoi Valeri Lobanovski (Match pour la 3e place) |

Bilan
- Total de matchs disputés : 2
- Victoires de l'équipe de Serbie-et-Monténégro : 0
- Victoires de l'équipe d'Ukraine : 2
- Matchs nuls : 0

### Uruguay
|   | Date         | Lieu                           | Match                          | Score | Compétition  |
| 1 | 31 mars 1995 | Belgrade, RF Yougoslavie       | RF Yougoslavie - Uruguay       | 1 - 0 | Match amical |
| 2 | 27 mai 2006  | Belgrade, Serbie-et-Monténégro | Serbie-et-Monténégro - Uruguay | 1 - 1 | Match amical |

Bilan
- Total de matchs disputés : 2
- Victoires de l'équipe de Serbie-et-Monténégro : 1
- Victoires de l'équipe d'Uruguay : 0
- Matchs nuls : 1

## Statistiques par équipe affrontée
| Equipe             |     | Joués | Joués | Joués      | Victoires  | Victoires  | Victoires  | Défaites   | Défaites   | Défaites   | Partages   | Partages   | Partages | Buts marqués | Buts marqués | Buts marqués | Buts encaissés | Buts encaissés | Buts encaissés |
|                    |     | Dom.  | Ext.  | Neu.       | Dom.       | Ext.       | Neu.       | Dom.       | Ext.       | Neu.       | Dom.       | Ext.       | Neu.     | Dom.         | Ext.         | Neu.         | Dom.           | Ext.           | Neu.           |
| Allemagne          |     | 0     | 1     | 1          | 0          | 0          | 0          | 0          | 1          | 0          | 0          | 0          | 1        | 0            | 0            | 2            | 0              | 1              | 2              |
| Angleterre         |     | 0     | 1     | 0          | 0          | 0          | 0          | 0          | 1          | 0          | 0          | 0          | 0        | 0            | 1            | 0            | 0              | 2              | 0              |
| Argentine          |     | 0     | 3     | 1          | 0          | 1          | 0          | 0          | 2          | 1          | 0          | 0          | 0        | 0            | 4            | 0            | 0              | 6              | 6              |
| Azerbaïdjan        |     | 1     | 1     | 0          | 0          | 0          | 0          | 0          | 1          | 0          | 1          | 0          | 0        | 2            | 1            | 0            | 2              | 2              | 0              |
| Belgique           |     | 1     | 1     | 0          | 0          | 1          | 0          | 0          | 0          | 0          | 1          | 0          | 0        | 0            | 2            | 0            | 0              | 0              | 0              |
| Bosnie-Herzégovine |     | 1     | 2     | 0          | 1          | 1          | 0          | 0          | 0          | 0          | 0          | 1          | 0        | 1            | 2            | 0            | 0              | 0              | 0              |
| Brésil             |     | 0     | 3     | 0          | 0          | 0          | 0          | 0          | 2          | 0          | 0          | 1          | 0        | 0            | 1            | 0            | 0              | 4              | 0              |
| Bulgarie           |     | 1     | 1     | 0          | 0          | 0          | 0          | 1          | 0          | 0          | 0          | 1          | 0        | 1            | 0            | 0            | 2              | 0              | 0              |
| Chine              |     | 1     | 2     | 0          | 1          | 2          | 0          | 0          | 0          | 0          | 0          | 0          | 0        | 1            | 4            | 0            | 0              | 0              | 0              |
| Colombie           |     | 0     | 1     | 0          | 0          | 0          | 0          | 0          | 0          | 0          | 0          | 1          | 0        | 0            | 0            | 0            | 0              | 0              | 0              |
| Corée du Sud       |     | 1     | 4     | 1          | 1          | 0          | 1          | 0          | 1          | 0          | 0          | 3          | 0        | 3            | 1            | 1            | 1              | 3              | 0              |
| Côte d'Ivoire      |     | 0     | 0     | 1          | 0          | 0          | 0          | 0          | 0          | 1          | 0          | 0          | 0        | 0            | 0            | 2            | 0              | 0              | 3              |
| Croatie            |     | 1     | 1     | 0          | 0          | 0          | 0          | 0          | 0          | 0          | 1          | 1          | 0        | 0            | 2            | 0            | 0              | 2              | 0              |
| Égypte             |     | 0     | 0     | 1          | 0          | 0          | 0          | 0          | 0          | 0          | 0          | 0          | 1        | 0            | 0            | 0            | 0              | 0              | 0              |
| Équateur           |     | 0     | 0     | 1          | 0          | 0          | 0          | 0          | 0          | 1          | 0          | 0          | 0        | 0            | 0            | 0            | 0              | 0              | 1              |
| Espagne            |     | 2     | 2     | 1          | 0          | 0          | 0          | 0          | 1          | 1          | 2          | 1          | 0        | 1            | 1            | 3            | 1              | 3              | 4              |
| États-Unis         |     | 0     | 0     | 1          | 0          | 0          | 1          | 0          | 0          | 0          | 0          | 0          | 0        | 0            | 0            | 1            | 0              | 0              | 0              |
| Finlande           |     | 1     | 1     | 0          | 1          | 0          | 0          | 0          | 1          | 0          | 0          | 0          | 0        | 2            | 0            | 0            | 0              | 3              | 0              |
| France             |     | 0     | 1     | 0          | 0          | 0          | 0          | 0          | 1          | 0          | 0          | 0          | 0        | 0            | 0            | 0            | 0              | 3              | 0              |
| Ghana              |     | 0     | 0     | 1          | 0          | 0          | 1          | 0          | 0          | 0          | 0          | 0          | 0        | 0            | 0            | 3            | 0              | 0              | 1              |
| Grèce              |     | 0     | 2     | 0          | 0          | 1          | 0          | 0          | 0          | 0          | 0          | 1          | 0        | 0            | 3            | 0            | 0              | 1              | 0              |
| Hong Kong          |     | 0     | 1     | 0          | 0          | 1          | 0          | 0          | 0          | 0          | 0          | 0          | 0        | 0            | 3            | 0            | 0              | 1              | 0              |
| Hongrie            |     | 1     | 1     | 0          | 1          | 1          | 0          | 0          | 0          | 0          | 0          | 0          | 0        | 5            | 7            | 0            | 0              | 1              | 0              |
| Îles Féroé         |     | 2     | 2     | 0          | 2          | 2          | 0          | 0          | 0          | 0          | 0          | 0          | 0        | 5            | 14           | 0            | 1              | 1              | 0              |
| Iran               |     | 0     | 0     | 1          | 0          | 0          | 1          | 0          | 0          | 0          | 0          | 0          | 0        | 0            | 0            | 1            | 0              | 0              | 0              |
| Irlande            |     | 1     | 1     | 0          | 1          | 0          | 0          | 0          | 1          | 0          | 0          | 0          | 0        | 1            | 1            | 0            | 0              | 0              | 0              |
| Irlande du Nord    |     | 0     | 2     | 0          | 0          | 1          | 0          | 0          | 0          | 0          | 0          | 1          | 0        | 0            | 3            | 0            | 0              | 2              | 0              |
| Israël             |     | 0     | 1     | 0          | 0          | 0          | 0          | 0          | 1          | 0          | 0          | 0          | 0        | 0            | 0            | 0            | 0              | 2              | 0              |
| Italie             |     | 1     | 1     | 1          | 0          | 0          | 0          | 0          | 0          | 0          | 1          | 1          | 1        | 1            | 1            | 1            | 1              | 1              | 1              |
| Japon              |     | 0     | 3     | 1          | 0          | 0          | 1          | 0          | 3          | 0          | 0          | 0          | 0        | 0            | 0            | 1            | 0              | 3              | 0              |
| Lituanie           |     | 2     | 1     | 0          | 2          | 1          | 0          | 0          | 0          | 0          | 0          | 0          | 0        | 6            | 2            | 0            | 1              | 0              | 0              |
| Luxembourg         |     | 1     | 1     | 0          | 1          | 1          | 0          | 0          | 0          | 0          | 0          | 0          | 0        | 6            | 2            | 0            | 2              | 0              | 0              |
| Macédoine          |     | 1     | 2     | 0          | 1          | 2          | 0          | 0          | 0          | 0          | 0          | 0          | 0        | 3            | 6            | 0            | 1              | 3              | 0              |
| Malte              |     | 1     | 2     | 1          | 1          | 2          | 1          | 0          | 0          | 0          | 0          | 0          | 0        | 6            | 8            | 4            | 0              | 0              | 1              |
| Mexique            |     | 0     | 1     | 2          | 0          | 1          | 1          | 0          | 0          | 0          | 0          | 0          | 1        | 0            | 4            | 2            | 0              | 1              | 1              |
| Nigeria            |     | 1     | 0     | 0          | 1          | 0          | 0          | 0          | 0          | 0          | 0          | 0          | 0        | 3            | 0            | 0            | 0              | 0              | 0              |
| Norvège            |     | 1     | 0     | 1          | 0          | 0          | 1          | 1          | 0          | 0          | 0          | 0          | 0        | 0            | 0            | 1            | 1              | 0              | 0              |
| Paraguay           |     | 0     | 0     | 1          | 0          | 0          | 0          | 0          | 0          | 1          | 0          | 0          | 0        | 0            | 0            | 0            | 0              | 0              | 2              |
| Pays-Bas           |     | 0     | 1     | 2          | 0          | 0          | 0          | 0          | 1          | 2          | 0          | 0          | 0        | 0            | 1            | 1            | 0              | 6              | 3              |
| Pays de Galles     |     | 1     | 1     | 0          | 1          | 1          | 0          | 0          | 0          | 0          | 0          | 0          | 0        | 1            | 3            | 0            | 0              | 2              | 0              |
| Pologne            |     | 0     | 1     | 1          | 0          | 0          | 0          | 0          | 1          | 1          | 0          | 0          | 0        | 0            | 3            | 2            | 0              | 4              | 3              |
| Roumanie           |     | 1     | 1     | 0          | 1          | 0          | 0          | 0          | 1          | 0          | 0          | 0          | 0        | 1            | 1            | 0            | 0              | 2              | 0              |
| Russie             |     | 3     | 3     | 1          | 0          | 1          | 0          | 2          | 0          | 0          | 1          | 2          | 1        | 1            | 3            | 1            | 3              | 2              | 1              |
| Salvador           |     | 0     | 1     | 0          | 0          | 1          | 0          | 0          | 0          | 0          | 0          | 0          | 0        | 0            | 4            | 0            | 0              | 1              | 0              |
| Saint-Marin        |     | 1     | 1     | 0          | 1          | 1          | 0          | 0          | 0          | 0          | 0          | 0          | 0        | 5            | 3            | 0            | 0              | 0              | 0              |
| Slovaquie          |     | 1     | 1     | 1          | 1          | 0          | 1          | 0          | 0          | 0          | 0          | 1          | 0        | 2            | 1            | 2            | 0              | 1              | 0              |
| Slovénie           |     | 1     | 2     | 1          | 0          | 0          | 0          | 0          | 0          | 0          | 1          | 2          | 1        | 1            | 2            | 3            | 1              | 2              | 3              |
| Suisse             |     | 2     | 2     | 0          | 0          | 1          | 0          | 0          | 0          | 0          | 2          | 1          | 0        | 2            | 0            | 3            | 2              | 2              | 0              |
| Tchéquie           |     | 1     | 2     | 0          | 1          | 1          | 0          | 0          | 1          | 0          | 0          | 0          | 0        | 1            | 2            | 0            | 0              | 6              | 0              |
| Tunisie            |     | 0     | 2     | 0          | 0          | 2          | 0          | 0          | 0          | 0          | 0          | 0          | 0        | 0            | 4            | 0            | 0              | 0              | 0              |
| Ukraine            |     | 0     | 1     | 1          | 0          | 0          | 0          | 0          | 1          | 1          | 0          | 0          | 0        | 0            | 1            | 0            | 0              | 2              | 2              |
| Uruguay            |     | 2     | 0     | 0          | 1          | 0          | 0          | 0          | 0          | 0          | 1          | 0          | 0        | 2            | 0            | 0            | 1              | 0              | 0              |
|                    |     |       |       |            |            |            |            |            |            |            |            |            |          |              |              |              |                |                |                |
| TOTAUX             |     | 35    | 65    | 24         | 20         | 26         | 9          | 4          | 21         | 9          | 11         | 18         | 6        | 63           | 101          | 34           | 20             | 75             | 34             |
| TOTAUX             | 124 | 124   | 124   | 55 (44.4%) | 55 (44.4%) | 55 (44.4%) | 34 (27.4%) | 34 (27.4%) | 34 (27.4%) | 35 (28.2%) | 35 (28.2%) | 35 (28.2%) | 198      | 198          | 198          | 129          | 129            | 129            |                |